# دونالد روبرتسون
دونالد روبرتسون (بالإنجليزية: Donald Robertson)‏ هو منتج أسطوانات وملحن وكاتب أغاني أمريكي، ولد في 4 يناير 1973 في نيو أورلينز في الولايات المتحدة.

## وصلات خارجية
- الموقع الرسمي
- دونالد روبرتسون على موقع ميوزك برينز (الإنجليزية)
- دونالد روبرتسون على موقع ديسكوغز (الإنجليزية)
- دونالد روبرتسون على موقع ديسكوغز (الإنجليزية)